# Sefelá

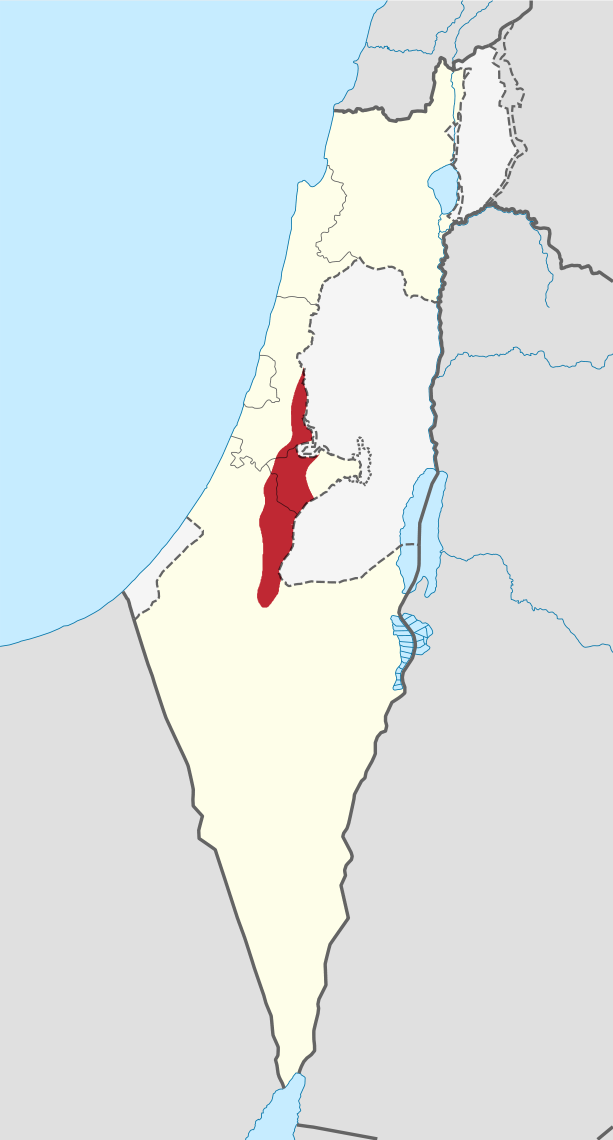
La región de la Sefelá en Israel.

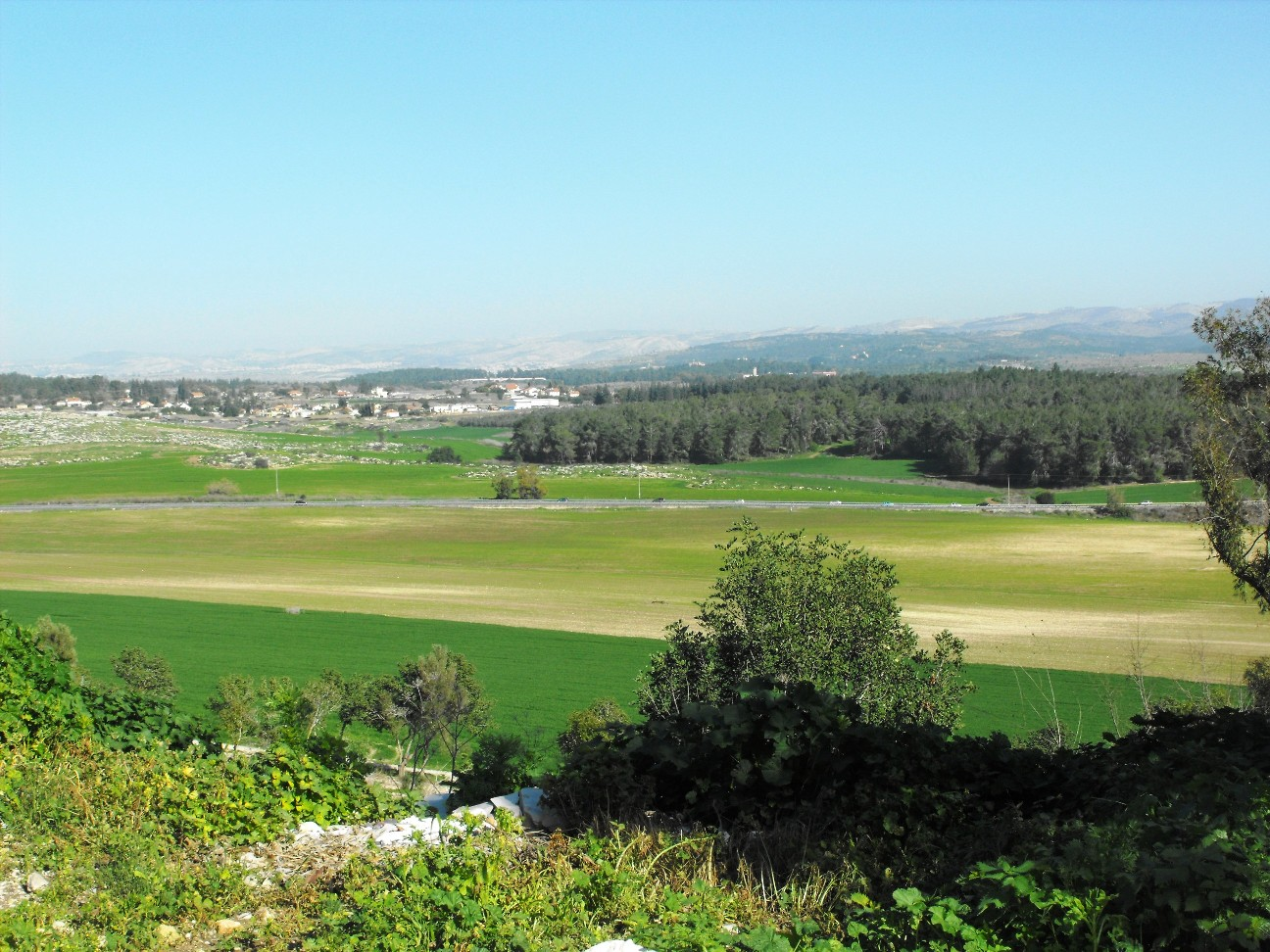
Tierras bajas de Sefelá.

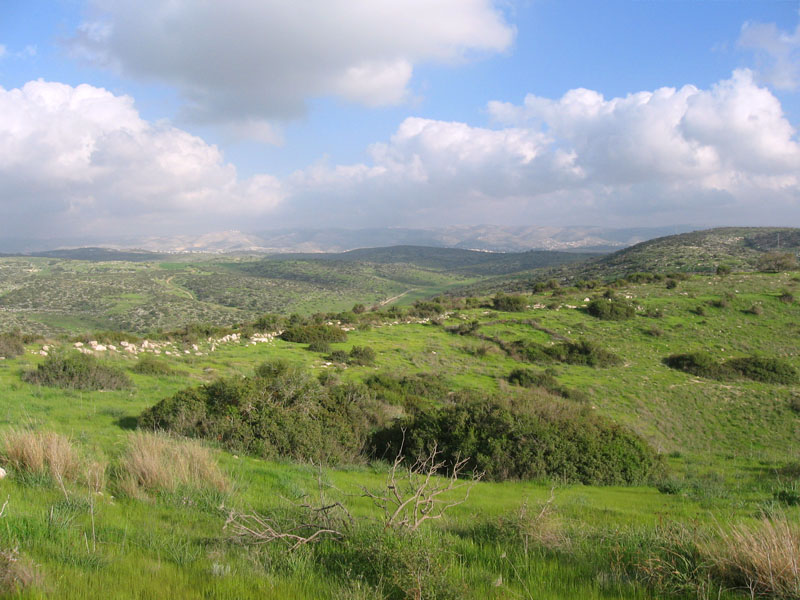
Colinas ondulantes al sur de Sefelá.

Sefelá, Shefelá, Shefelah o la Shefela (en hebreo הַשְּפֵלָה, literalmente "tierras bajas", "planicie", "llanura" y también שפלת יהודה, Shephelat Yehuda, "Tierras bajas de Judea") es una región de transición de colinas de suave pendiente en el centro sur de Israel que se extiende a lo largo de 10-15 km entre los montes de Judea y la llanura costera.
El uso diferente del término 'Llanura de Judea', ya sea para definir solo el segmento de la llanura costera que se extiende a lo largo de las montañas de Judea o para hacer referencia a la Sefelá, a menudo crea confusión. La Biblia asignó tierras en la Sefelá a las tribus de Judá y Dan.
Esta área es fértil y tiene un clima templado. Su altitud varía entre 120 m a 450 m. Es rica en olivares y trigales, y antiguamente destacaba por la abundancia de sicómoros y pastos. Hoy, la Sefelá es en gran parte rural con muchas granjas. Limita al este con las montañas de Judea, al oeste con la llanura costera, al norte con las costas de las montañas de Samaria, al este con las ciudades de Afek y Rosh HaAyin y el valle de Ayalón, y al sur, el norte del desierto del Néguev, al nivel del río Shiqmah. La Sefelá se extiende alrededor de 100 km y tiene entre 10 y 15 km de ancho.